# Han Moo-sook
Pour les articles homonymes, voir Han.
Han Moo-sook (en hangeul : 한무숙, 25 octobre 1918-30 janvier 1993) est une romancière et dramaturge sud-coréenne.

## Biographie
Han Mu-suk est née le 25 octobre 1918 à Séoul et est diplômée de l'école secondaire pour filles de Busan. Elle a d'abord étudié les beaux-arts, mais se consacre à la littérature après son mariage avec Kim Zin-Hoong en 1941. Elle a cinq enfants issus de son mariage. Active dans les milieux littéraires et artistiques, elle a occupé divers postes, travaillant en tant que directrice du PEN Club coréen, en tant que conservatrice au Musée national de Corée, et aussi à l'Assemblée des femmes écrivains en Corée. 
Elle est décédée le 30 janvier 1993 à l'âge de 74 ans. 
Han Mu-suk dit d'elle-même qu'elle a été une femme au foyer solitaire. Le gain d'un concours littéraire en 1941 la pousse à entamer une carrière littéraire avec succès. Elle a également obtenu la reconnaissance du monde du théâtre avec sa pièce en un acte intitulée Cœur (Ma-eum), écrite en 1943 mais aussi grâce à sa pièce en quatre actes intitulée Fleurs de buddleya (Siri kkot) composée en 1944. En 1948, dans un concours parrainé par le journal Kukche Sinbo, elle reçoit le premier prix pour son long roman intitulé Et ainsi coule l'Histoire (Yeoksaneun heureunda). Elle a gagné le prix de la littérature libre de la Fondation Asie pour sa nouvelle intitulée Abysse en 1957 et le prix national de littérature en Corée pour son récit Rencontre (Mannam) en 1986. Elle a publié son premier roman  Et ainsi coule l'Histoire chez Jayu munhaksa et a reçu les louanges des critiques. Elle a également publié des nouvelles, en particulier L'illusion effondrée (Heomureojin hwansang), Pierre (Dol), Abysse qui a des sentiments (Gamjeong-i inneun simyeon) et Le halo autour de la lune (Worun).

## Œuvre
Alors que de nombreux écrivains coréens se sont orientés vers le nihilisme ou l'existentialisme, Han Moo-sook s'est singularisée en rendant chaleureusement les joies humaines dans ses récits plutôt que de s'engager dans le pessimisme ou dans le cynisme. Ses thèmes englobent autant des thèmes universaux comme l'amour ou des thèmes relatifs au contexte coréen comme l'euphorie démocratique suscitée par la révolution du 19 avril 1960. 

## Distinctions
- 1948 : Premier prix du journal Kukche Sinbo pour 역사는 흐른다 Et ainsi coule l'Histoire
- 1957 : Prix de la littérature libre de la Fondation Asie pour 감정이 있는 심연 Un abysse qui a des sentiments
- 1986 : Prix national de littérature en Corée pour 만남 Rencontre